# Рудка-Миринська
Рудка-Миринська — село в Україні, у Велицькій сільській територіальній громаді Ковельського району Волинської області. Населення становить 145 осіб.

## Географія
Селом протікає річка Ставок.

## Історія
У 1906 році село Велицької волості Ковельського повіту Волинської губернії. Відстань від повітового міста 33 верст, від волості 6. Дворів 49, мешканців 321.

## Населення
Згідно з переписом УРСР 1989 року чисельність наявного населення села становила 155 осіб, з яких 68 чоловіків та 87 жінок.
За переписом населення України 2001 року в селі мешкали 143 особи.

### Мова
Розподіл населення за рідною мовою за даними перепису 2001 року:
| Мова       | Відсоток |
| ---------- | -------- |
| українська | 98,62 %  |
| російська  | 1,38 %   |